# Mark Viduka
Mark Anthony Viduka (n. 9 octombrie 1975, Melbourne, Victoria, Australia) este un fotbalist australian, care evolua pe postul de mijlocaș. A fost căpitanul echipei naționale de fotbal din Australia la Campionatul Mondial de Fotbal 2006 din Germania. A fost votat jucătorul anului în Scoția în sezonul 1999-2000 după ce a marcat 27 de goluri pentru Celtic F.C.
În Cupa UEFA ediția 2005 - 2006 a fost finalist cu echipa sa Middlesbrough pierzând finala în fața lui FC Sevilla după ce a trecut de Steaua București în semifinale.

## Carieră
| Club              | Sezon   | Ligă    | Ligă   | Cupă    | Cupă   | Cupa ligii | Cupa ligii | Continental | Continental | Total   | Total  | Total |
| Club              | Sezon   | Meciuri | Goluri | Meciuri | Goluri | Meciuri    | Goluri     | Meciuri     | Goluri      | Meciuri | Goluri |       |
| ----------------- | ------- | ------- | ------ | ------- | ------ | ---------- | ---------- | ----------- | ----------- | ------- | ------ | ----- |
| Melbourne Croatia | 1992–93 | 4       | 2      | 0       | 0      | 0          | 0          | 0           | 0           | 4       | 2      |       |
| Melbourne Croatia | 1993–94 | 20      | 17     | 2       | 1      | 0          | 0          | 0           | 0           | 22      | 18     |       |
| Melbourne Croatia | 1994–95 | 24      | 21     | 3       | 6      | 0          | 0          | 0           | 0           | 27      | 27     |       |
| Total             |         | 48      | 40     | 5       | 7      | 0          | 0          | 0           | 0           | 53      | 47     |       |
| Croatia Zagreb    | 1995–96 | 27      | 12     | 2       | 0      | 0          | 0          | 0           | 0           | 29      | 12     |       |
| Croatia Zagreb    | 1996–97 | 25      | 18     | 3       | 2      | 0          | 0          | 2           | 3           | 30      | 23     |       |
| Croatia Zagreb    | 1997–98 | 25      | 8      | 2       | 2      | 0          | 0          | 4           | 6           | 31      | 16     |       |
| Croatia Zagreb    | 1998–99 | 7       | 2      | 0       | 0      | 0          | 0          | 2           | 2           | 9       | 4      |       |
| Total             |         | 84      | 40     | 7       | 4      | 0          | 0          | 8           | 11          | 99      | 55     |       |
| Celtic            | 1998–99 | 9       | 5      | 2       | 3      | 0          | 0          | 0           | 0           | 11      | 8      |       |
| Celtic            | 1999–00 | 28      | 25     | 1       | 0      | 4          | 1          | 4           | 1           | 37      | 27     |       |
| Total             |         | 37      | 30     | 3       | 3      | 4          | 1          | 4           | 1           | 48      | 35     |       |
| Leeds United      | 2000–01 | 34      | 17     | 2       | 1      | 1          | 0          | 16          | 4           | 53      | 22     |       |
| Leeds United      | 2001–02 | 33      | 11     | 1       | 1      | 1          | 1          | 7           | 3           | 42      | 16     |       |
| Leeds United      | 2002–03 | 33      | 20     | 4       | 2      | 1          | 0          | 2           | 0           | 40      | 22     |       |
| Leeds United      | 2003–04 | 30      | 11     | 1       | 1      | 0          | 0          | 0           | 0           | 31      | 12     |       |
| Total             |         | 130     | 59     | 8       | 5      | 3          | 1          | 25          | 7           | 166     | 72     |       |
| Middlesbrough     | 2004–05 | 16      | 5      | 2       | 0      | 1          | 0          | 4           | 2           | 21      | 7      |       |
| Middlesbrough     | 2005–06 | 27      | 7      | 5       | 2      | 2          | 1          | 9           | 6           | 43      | 16     |       |
| Middlesbrough     | 2006–07 | 29      | 14     | 7       | 5      | 1          | 0          | 0           | 0           | 37      | 19     |       |
| Total             |         | 72      | 26     | 12      | 7      | 4          | 1          | 13          | 8           | 101     | 42     |       |
| Newcastle United  | 2007–08 | 26      | 7      | 2       | 0      | 0          | 0          | 0           | 0           | 28      | 7      |       |
| Newcastle United  | 2008–09 | 12      | 0      | 0       | 0      | 0          | 0          | 0           | 0           | 12      | 0      |       |
| Total             |         | 38      | 7      | 2       | 0      | 0          | 0          | 0           | 0           | 40      | 7      |       |
| Total Carieră     |         | 409     | 202    | 37      | 26     | 11         | 3          | 50          | 27          | 507     | 258    |       |

### Cariera internațională
| Australia | Australia | Australia |
| An        | Meciuri   | Goluri    |
| --------- | --------- | --------- |
| 1994      | 2         | 0         |
| 1995      | 0         | 0         |
| 1996      | 0         | 0         |
| 1997      | 10        | 2         |
| 1998      | 2         | 0         |
| 1999      | 0         | 0         |
| 2000      | 2         | 0         |
| 2001      | 3         | 0         |
| 2002      | 0         | 0         |
| 2003      | 3         | 1         |
| 2004      | 2         | 0         |
| 2005      | 7         | 3         |
| 2006      | 6         | 0         |
| 2007      | 6         | 5         |
| Total     | 43        | 11        |

### Goluri internaționale
| #  | Data              | Locul                                            | Oponentul         | Scor | Rezultat | Competiție                          |
| -- | ----------------- | ------------------------------------------------ | ----------------- | ---- | -------- | ----------------------------------- |
| 1  | 1 octombrie 1997  | Stade El Menzah, Tunis, Tunisia                  | Tunisia           | 0-2  | 0-3      | Amical                              |
| 2  | 12 decembrie 1997 | King Fahd Stadium, Riyadh, Arabia Saudită        | Mexic             | 1-0  | 3-1      | Cupa Confederațiilor FIFA 1997      |
| 3  | 19 august 2003    | Lansdowne Road, Dublin, Irlanda                  | Republica Irlanda | 0-1  | 2-1      | Amical                              |
| 4  | 3 septembrie 2005 | Sydney Football Stadium, Sydney, Australia       | Insulele Solomon  | 2-0  | 7-0      | Campionatul Mondial 2006 calificări |
| 5  | 3 septembrie 2005 | Sydney Football Stadium, Sydney, Australia       | Insulele Solomon  | 3-0  | 7-0      | Campionatul Mondial 2006 calificări |
| 6  | 9 octombrie 2005  | Craven Cottage, Londra, Anglia                   | Jamaica           | 3-0  | 5-0      | Amical                              |
| 7  | 30 iunie 2007     | National Stadium, Singapore, Singapore           | Singapore         | 0-1  | 0-3      | Amical                              |
| 8  | 30 iunie 2007     | National Stadium, Singapore, Singapore           | Singapore         | 0-3  | 0-3      | Amical                              |
| 9  | 13 iulie 2007     | Rajamangala National Stadium, Bangkok, Thailanda | Irak              | 1-1  | 1-3      | Cupa Asiei AFC                      |
| 10 | 21 iulie 2007     | Rajamangala National Stadium, Bangkok, Thailanda | Thailanda         | 0-2  | 0-4      | Cupa Asiei AFC                      |
| 11 | 21 iulie 2007     | Rajamangala National Stadium, Bangkok, Thailanda | Thailanda         | 0-3  | 0-4      | Cupa Asiei AFC                      |